# Richard Mulcahy
Richard James Mulcahy (irlandeză Risteárd Séamus Ó Maolchatha) (n. 10 mai 1886 – d. 16 decembrie 1971) a fost un politician și general de armată de origine irlandeză.
1. 1 2  Richard Mulcahy, SNAC, accesat în 9 octombrie 2017
2. ↑  Richard Mulcahy, Dictionary of Irish Biography
3. 1 2  Richard James Mulcahy, Encyclopædia Britannica Online, accesat în 9 octombrie 2017
4. ↑  Richard James Mulcahy, Munzinger Personen, accesat în 9 octombrie 2017
5. ↑  Autoritatea BnF, accesat în 10 octombrie 2015
6. 1 2 3 4 5 6 7 8 9 10 11 12 13 14 15 16   https://www.oireachtas.ie/en/members/member/Richard-James-Mulcahy.D.1919-01-21 Lipsește sau este vid: |title= (ajutor)
7. ↑  Hansard 1803–2005